# Jarosław Zuwała
Jarosław Paweł Zuwała (ur. 2 lipca 1974 w Kędzierzynie-Koźlu) – polski inżynier, profesor nauk inżynieryjno-technicznych, zastępca Dyrektora ds. Badań i Rozwoju w Instytucie Technologii Paliw i Energii w Zabrzu (d. Instytut Chemicznej Przeróbki Węgla). Dyscypliny naukowe: mechanika i budowa maszyn oraz inżynieria środowiska, górnictwo i energetyka.

## Życiorys
Ukończył Liceum Ogólnokształcące nr 1 w Gliwicach w roku 1993, a następnie studia magisterskie na kierunku mechanika i budowa maszyn na Wydziale Inżynierii Środowiska i Energetyki Politechniki Śląskiej w Gliwicach (1998). Pracę doktorską napisaną pod opieką prof. dr hab. inż. Andrzeja Ziębika obronił z wyróżnieniem na tym samym wydziale w roku 2004. Zawodowo związany z sektorem akademickim oraz branżą badań i rozwoju. Specjalizuje się w problematyce transformacji sektorów energetyki, przemysłu i ogrzewnictwa indywidualnego ukierunkowanej na dekarbonizację. Pracował jako asystent na macierzystym wydziale Inżynierii Środowiska i Energetyki, na Wydziale Energetyki i Paliw Akademii Górniczo-Hutniczej w Krakowie zatrudniony był jako adiunkt z habilitacją. Realizował w Głównym Instytucie Górnictwa projekt badawczy w wyniku którego powstała monografia habilitacyjna pt. „Ocena efektów energetycznych i ekologicznych współspalania paliw kopalnych i biomasy w technologiach skojarzonych” poświęcona problematyce efektów energetycznych i ekologicznych współspalania biomasy w energetyce zawodowej. Stopień doktora habilitowanego w dyscyplinie inżynieria środowiska uzyskał w roku 2013. Powoływany przez ministra właściwego ds. gospodarki złożami kopalin na członka Rady Naukowej Głównego Instytutu Górnictwa w Katowicach. Przewodniczący Zespołu Koordynacyjnego Ogólnokrajowej Sieci Laboratoriów Nadzorowanych “LABIOMEN”. Członek Komisji Energetyki Polskiej Akademii Nauk, oddział Katowice.
Postanowieniem z dnia 20 września 2020 r. Prezydent RP Andrzej Duda nadał mu tytuł profesora nauk inżynieryjno-technicznych.

## Odznaczenia
- Odznaczenie Ministra Gospodarki „Za zasługi dla Energetyki” (2010)[6]
- Srebrny Krzyż Zasługi (2015)[8]
- Odznaka Honorowa „Zasłużony dla Elektrowni Turów” (2016)[9]
- Brązowy Medal za Długoletnią Służbę (2022)[9]